# Многомащабно приближение
Многомащабно приближение (на английски: multiresolution analysis, MRA) е главният метод за изграждане на Дискретно уейвлет преобразование с практическо приложение, както и обосновката за алгоритъма за бързото уейвлет преобразование (БВП). Въведено е през 1988/89 от Стефан Малат и Ив Мейе.

## Определение
Многомащабно приближение в пространството {\displaystyle L^{2}(\mathbb {R} )} се състои от поредица от вложени едно в друго линейни подпространства
{\displaystyle \dots \subset V_{0}\subset V_{1}\subset \dots \subset V_{n}\subset V_{n+1}\subset \dots \subset L^{2}(\mathbb {R} ),}
които изпълняват дадени отношения на самоподобие във времевата/пространствената област и мащабната/честотната област, както и пълнота и условия за регулярност.
- Самоподобие във времевата област изисква всяко подпространство Vk да бъде инвариантно спрямо транслации с целочислени кратни на 2— k. Другояче казано за всяко {\displaystyle f\in V_{k},\;m\in \mathbb {Z} } съществува {\displaystyle g\in V_{k}}, такова че {\displaystyle \forall x\in \mathbb {R} :\;f(x)=g(x+m2^{-k})}.
- Самоподобие в мащабната област изисква всички подпространства {\displaystyle V_{k}\subset V_{l},\;k<l,} да са мащабирани във времето копия едно на друго с коефициент на мащабиране съответно 2l—k. С други думи за всяко {\displaystyle f\in V_{k}} съществува {\displaystyle g\in V_{l}}, такова че {\displaystyle \forall x\in \mathbb {R} :\;g(x)=f(2^{l-k}x)}. Ако f е с ограничен носител, то носителят на g се смалява, т.е. разделителната способност на l-тото подпространство е по-висока, отколкото на k-тото.
- Регулярността изисква всяко изначално подпространство V0 да бъде породено от линейната обвивка на целочислените транслации на една или краен брой пораждащи функции {\displaystyle \phi } или {\displaystyle \phi _{1},\dots ,\phi _{r}}. Тези целочислени транслации трябва да бъдат базис на подпространството {\displaystyle V_{0}\subset L^{2}(\mathbb {R} )}. Пораждащите функции се наричат още мащабиращи функции или уейвлети-бащи. В повечето случаи на тях се поставя условие да са отчасти непрекъснати с компактен носител.

- Пълнотата изисква вложени едно в друго подпространства да покриват цялото пространство, т.е. обединението им да е навсякъде гъсто в {\displaystyle L^{2}(\mathbb {R} )}. Освен това се изисква те да не са редундантни, т.е. сечението им да съдържа само нулевия елемент.

## Важни заключения
В случая на един непрекъснат уейвлет-баща с компактен носител, чиито транслации са ортогонални, могат да се извлекат няколко следствия. Доказателството за съществуването на такъв клас от функции дължим на Ингрид Добеши.
Понеже {\displaystyle V_{0}\subset V_{1}} съществува крайна редица от коефициенти {\displaystyle a_{k}=2\langle \phi (x),\phi (2x-k)\rangle }, за {\displaystyle |k|\leq N} и {\displaystyle a_{k}=0} за {\displaystyle |k|>N}, такива че
{\displaystyle \phi (x)=\sum _{k=-N}^{N}a_{k}\phi (2x-k).}
Дефинирайки друга функция, наречена уейвлет-майка или просто уейвлет,
{\displaystyle \psi (x):=\sum _{k=-N}^{N}(-1)^{k}a_{1-k}\phi (2x-k),}
се вижда, че пространството {\displaystyle W_{0}\subset V_{1}}, дефинирано като линейната обвивка на целочислените транслации на уейвлета-майка, е ортогоналното допълващо пространство на V0 в V1. Или по друг начин {\displaystyle V_{1}} е ортогоналната сума на W0 и V0. От самоподобието следва, че съществуват мащабирани копия Wк на W0, а от пълнотата, че
{\displaystyle L^{2}(\mathbb {R} )={\overline {\bigoplus _{k\in \mathbb {Z} }W_{k}}},}
Следователно множеството
{\displaystyle \{\psi _{k,n}(x)={\sqrt {2}}^{k}\psi (2^{k}x-n):\;k,n\in \mathbb {Z} \}}
е изброим пълен ортонормиран базис в {\displaystyle L^{2}(\mathbb {R} )}.